# Jan Voormans
Jan Voormans (* 18. Juni 1944 in Rosmalen; † 26. November 2011 in ’s-Hertogenbosch) war ein niederländischer Schach- und Draughtsspieler.

## Schach
Voormans spielte Nahschach in der höchsten nationalen Liga und gewann mehrere Turniere, zum Beispiel 1973 das Utrecht Open, sowie 1981 den zweiten Preis im Dutch Open. 1984 wurde er mit Eindhoven niederländischer Meister. Seine höchste Elo-Zahl im Nahschach war 2269 von Juli 1999 bis Juni 2001.
Im Fernschach trug er den Titel Internationaler Meister.
Seit den späten 1950er Jahren war er gemeinsam mit seinem Vater Jan Voormans senior als Löser in der Tijdschrift van de KNSB und Schakend Nederland aktiv, wo er in den 1970er Jahren auch einige eigene Aufgaben veröffentlichte.

## Draughts
Im Draughts spielte Voormans ebenfalls in der höchsten nationalen Liga. Er spielte unter anderem gegen die Draughtsweltmeister Piet Roozenburg, Ton Sijbrands und Harm Wiersma unentschieden. Voormans' aktive Zeit war von 1966 bis 1974.
Im August 1975 beschloss Voormans aus familiären Gründen, eine Draughtsaufgabe zu komponieren, die mit dem Zug 35x2 enden sollte, bei dem drei Damen geschlagen würden. Nach dreimonatiger Arbeit hatte er die in einer bereits 1650 von Juan Garcia Canalejas ausanalysierten Position endende Aufgabe fertiggestellt, veröffentlichte sie jedoch erst 1983 in einer lokalen Zeitung. 1987 wurde sie in der niederländischen Draughtszeitschrift nachgedruckt und wurde ein Klassiker. Sie gilt als beste Canalejas-Aufgabe und eine der zehn besten Draughts-Aufgaben.